# Мелито-ди-Порто-Сальво
Мелито-ди-Порто-Сальво (итал. Melito di Porto Salvo) — город в Италии с населением 11 247 человек, располагается в Метрополитенском городе Реджо-ди-Калабрия в области Калабрия.
Плотность населения составляет 317,62  чел./км². Занимает площадь 35 км². Почтовый индекс — 89063. Телефонный код — 0965.
Покровительницей коммуны почитается Пресвятая Богородица (Madonna di Porto Salvo). Праздник ежегодно празднуется 8 декабря.
Соседние населённые пункты: Монтебелло-Ионико, Сан-Лоренцо.